# Raivuna hastata
Raivuna hastata är en insektsart som först beskrevs av Melichar 1903.  Raivuna hastata ingår i släktet Raivuna och familjen Dictyopharidae. Inga underarter finns listade i Catalogue of Life.